# Staré Hrady (zámek)
Hrad a zámek Staré Hrady je renesanční zámecký komplex, ve stejnojmenné obci u Libáně v okrese Jičín Královéhradeckého kraje.

## Historie

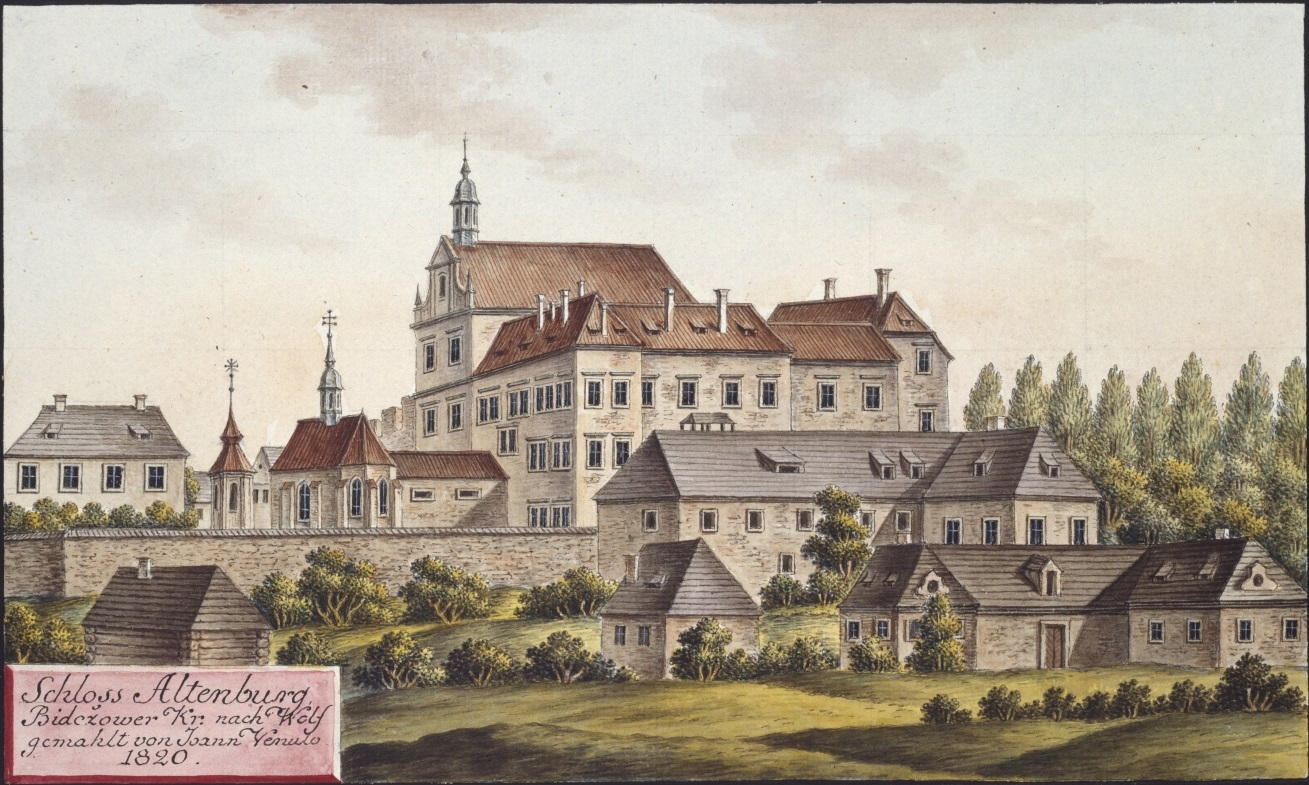
Zámek na kresbě Johanna Venuta z roku 1820

První písemná zmínka o objektu pochází z roku 1340. Jedná se o původně gotický hrad s rukopisem parléřovské hutě s přistavěným renesančním zámkem a podzámčím. Ze středověkého sídla, stojícího na nezřetelné hranici mezi hradem a tvrzí se zachoval pouze palác v západním křídle jádra a kostel v prvním nádvoří. Jiří Pruskovský z Pruskova hrad přestavěl na čtyřkřídlý zámek s velkým předzámčím. Od období baroka byly zvláště objekty v předzámčí přestavovány a upravovány. Od konce 19. století objekty chátraly, do nejhoršího stavu se v 2. třetině 20. století dostala nejstarší a nejcennější část zámku, gotický palác. Celý objekt, jenž měl být původně odstřelen a zbořen, byl pak v 70. letech zachráněn aktivitou učitele a předsedy místního národního výboru Vladimíra Holmana. V obnoveném zámku byly umístěny depozitáře Památníku národního písemnictví. V roce 2007 obec Staré Hrady zámek prodala. Zámek koupili Petra a Rudolf Sukovi ze Dvora Králové. Památník národního písemnictví postupně pronajaté prostory opustil.
V roce 2008 byl objekt znovu otevřen pro veřejnost a nyní nabízí 5 prohlídkových okruhů.

## Výzdoba
Průčelí vstupního křídla předzámčí zdobí renesanční kvádrové, vegetabilní a figurální sgrafito. Dvě unikátní portrétní busty prvních habsburských císařů na českém trůně z poloviny 16. století jsou vystaveny v interiéru.

## Natura 2000
Sklepení zámku Staré Hrady bylo prohlášeno evropsky významnou lokalitou Natura 2000 kvůli letní kolonii kriticky ohroženého vrápence malého (Rhinolophus hipposideros). Každoročně zde přebývá 30–60 samic.

## Fotogalerie

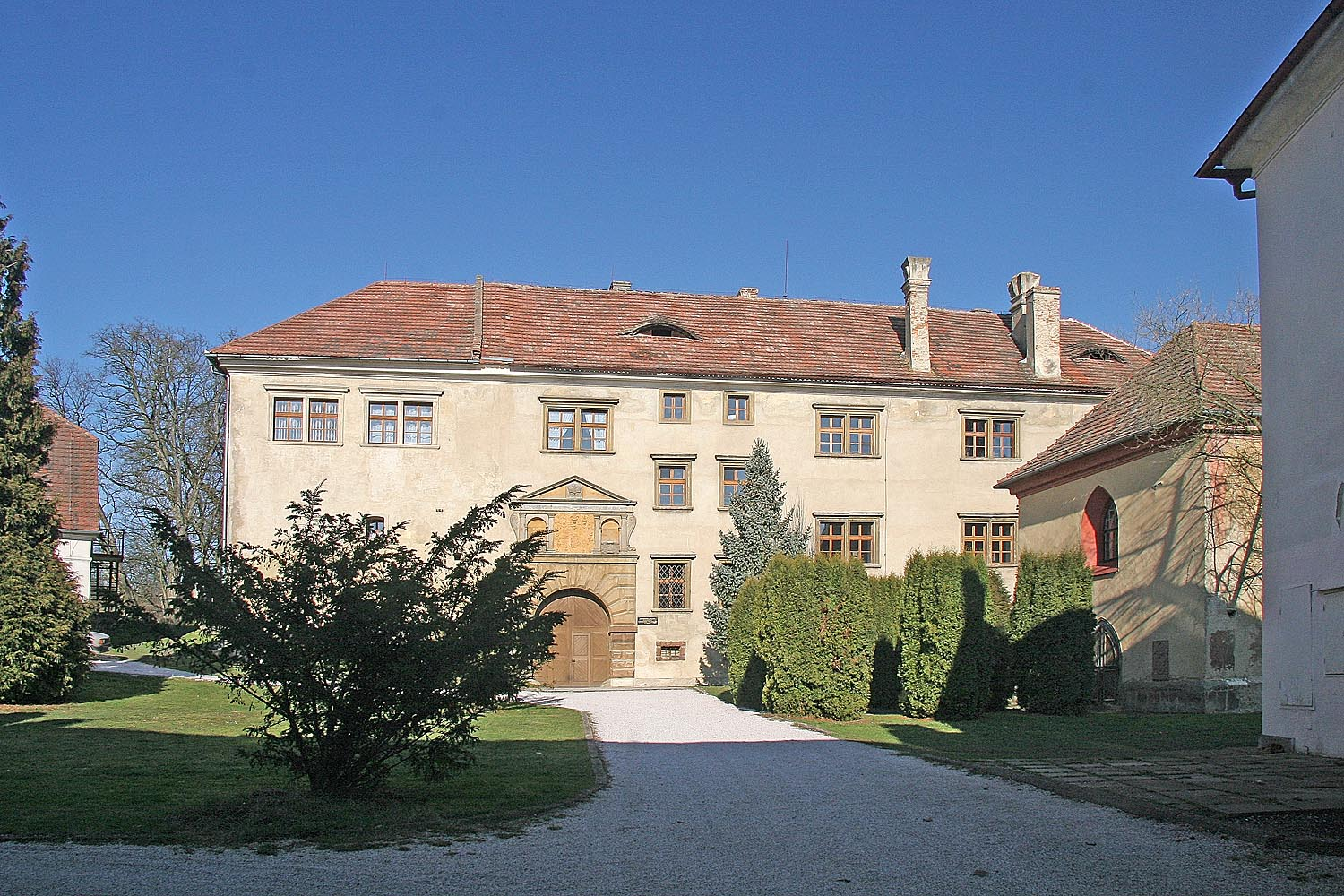
zámek v roce 2007
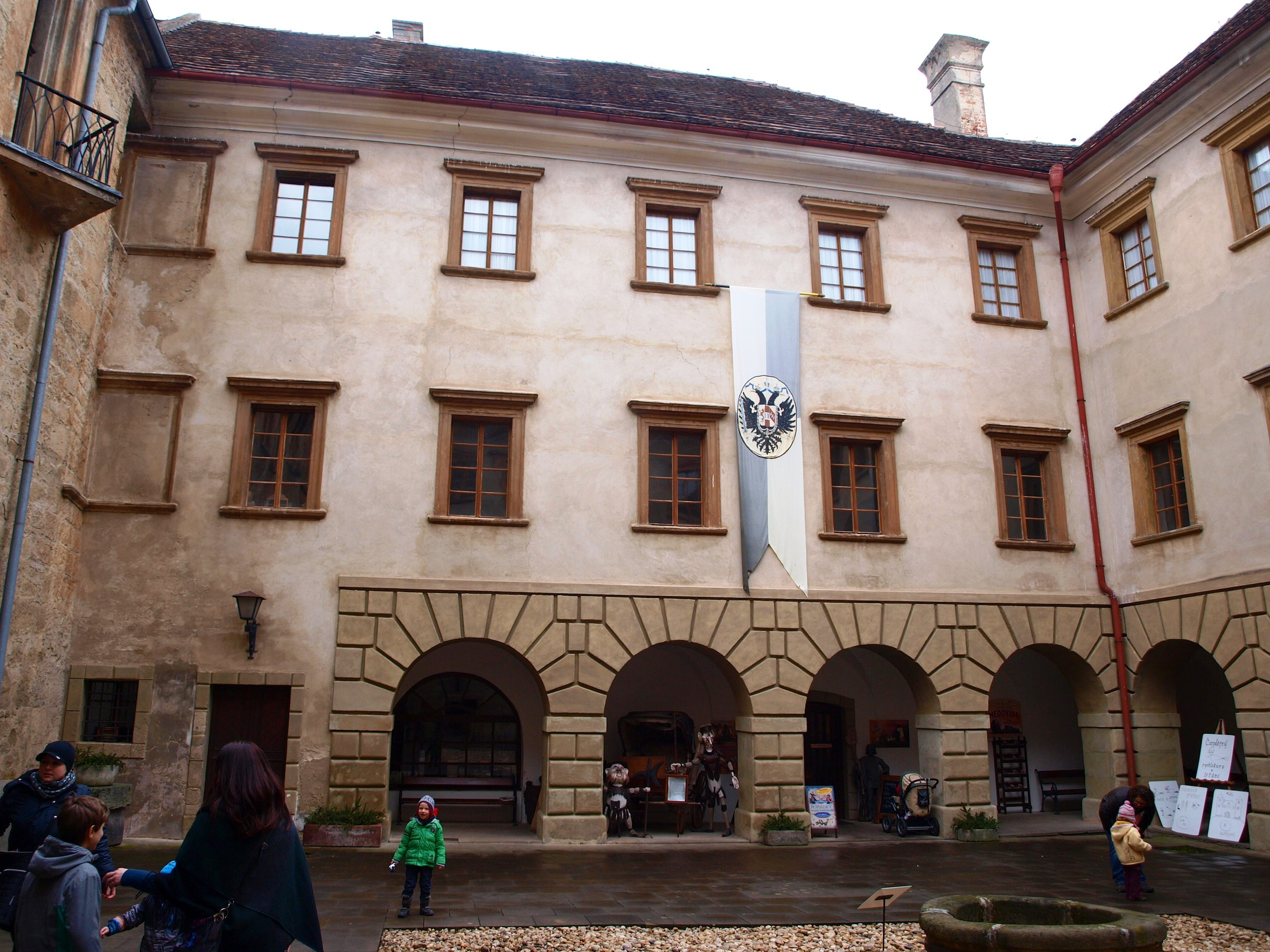
Vnitřní nádvoří
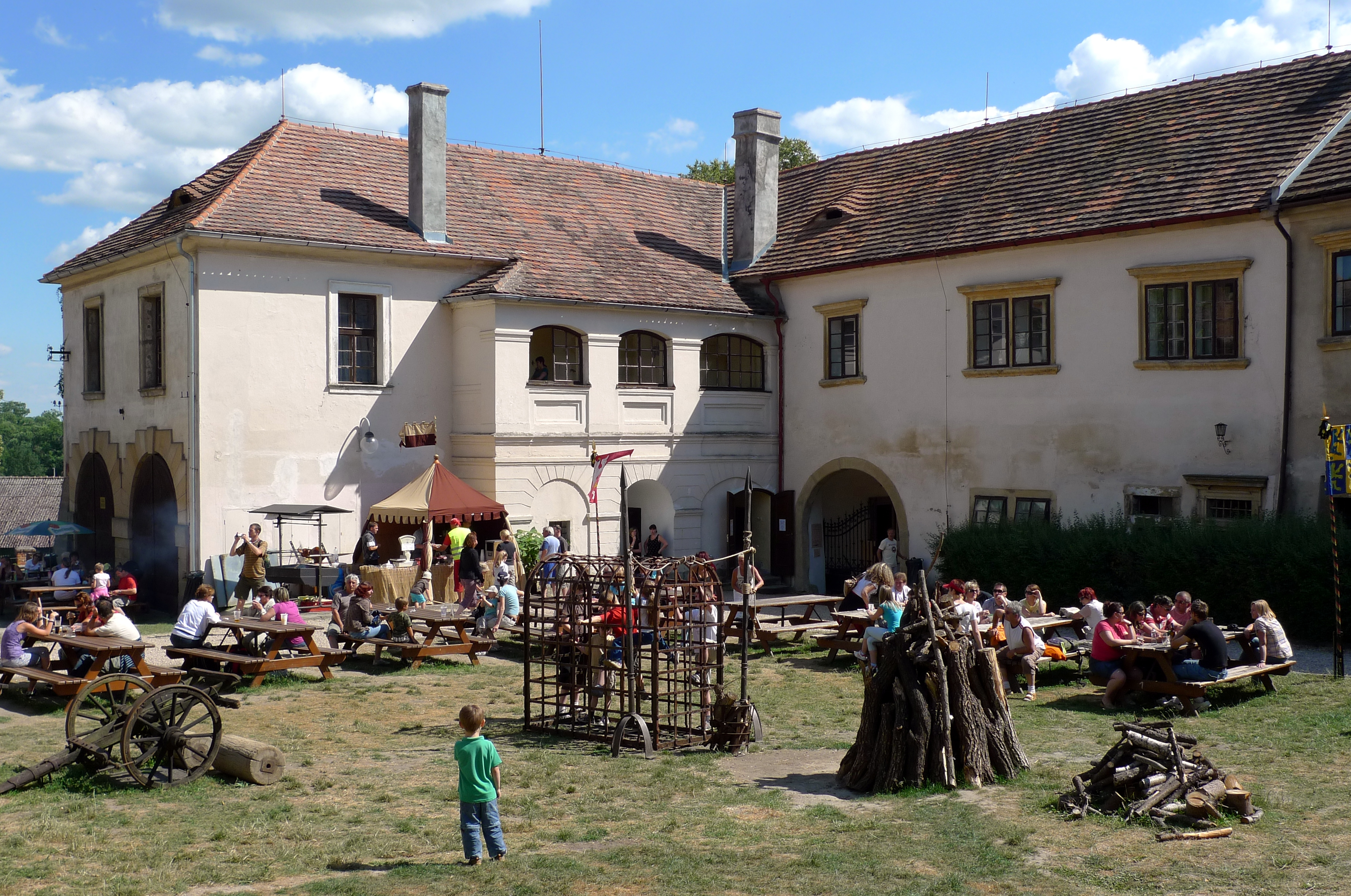
Nádvoří
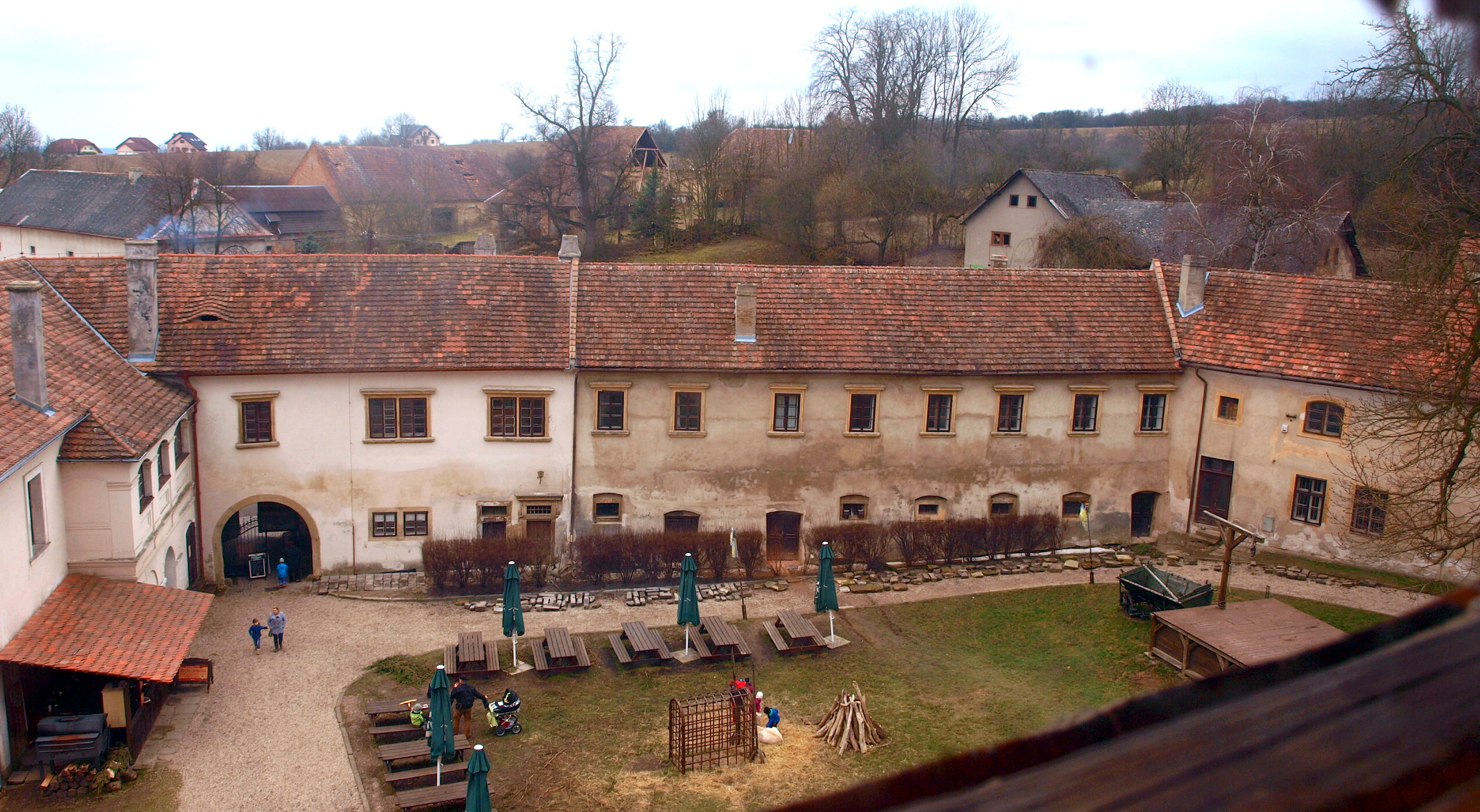
Nádvoří hradu z půdy
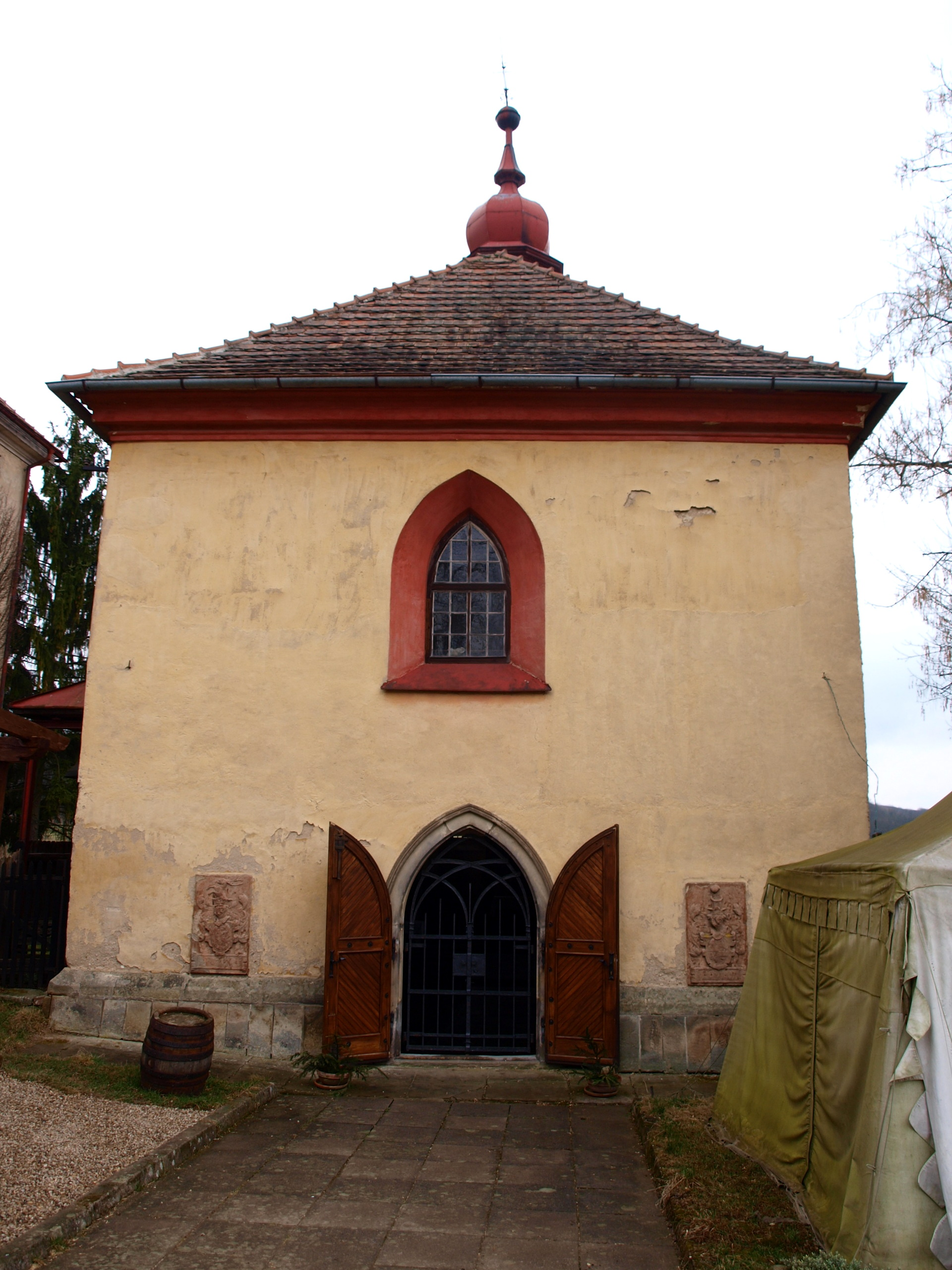
Zámecký kostel sv. Jana Křtitele
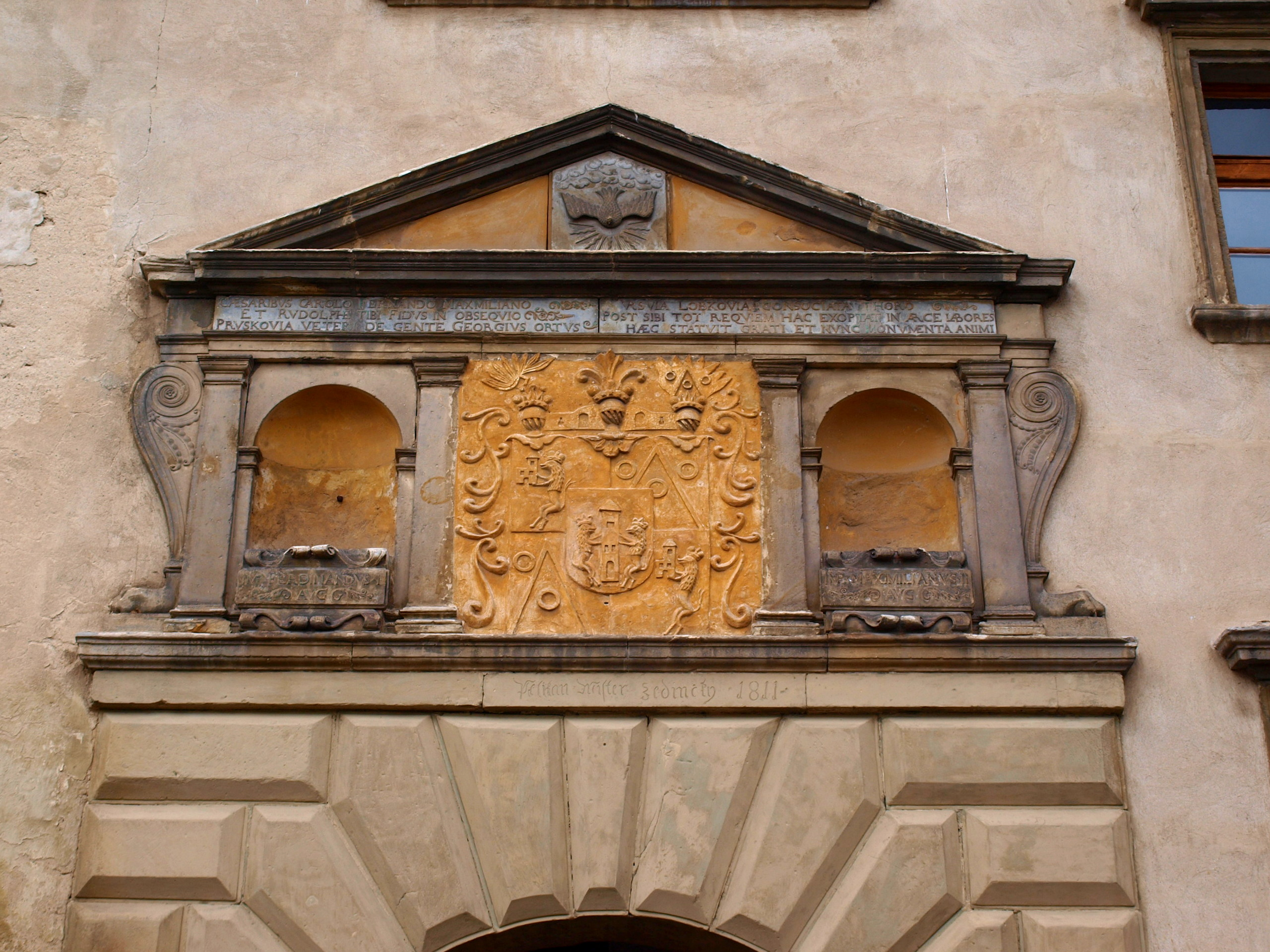
Detail portálu
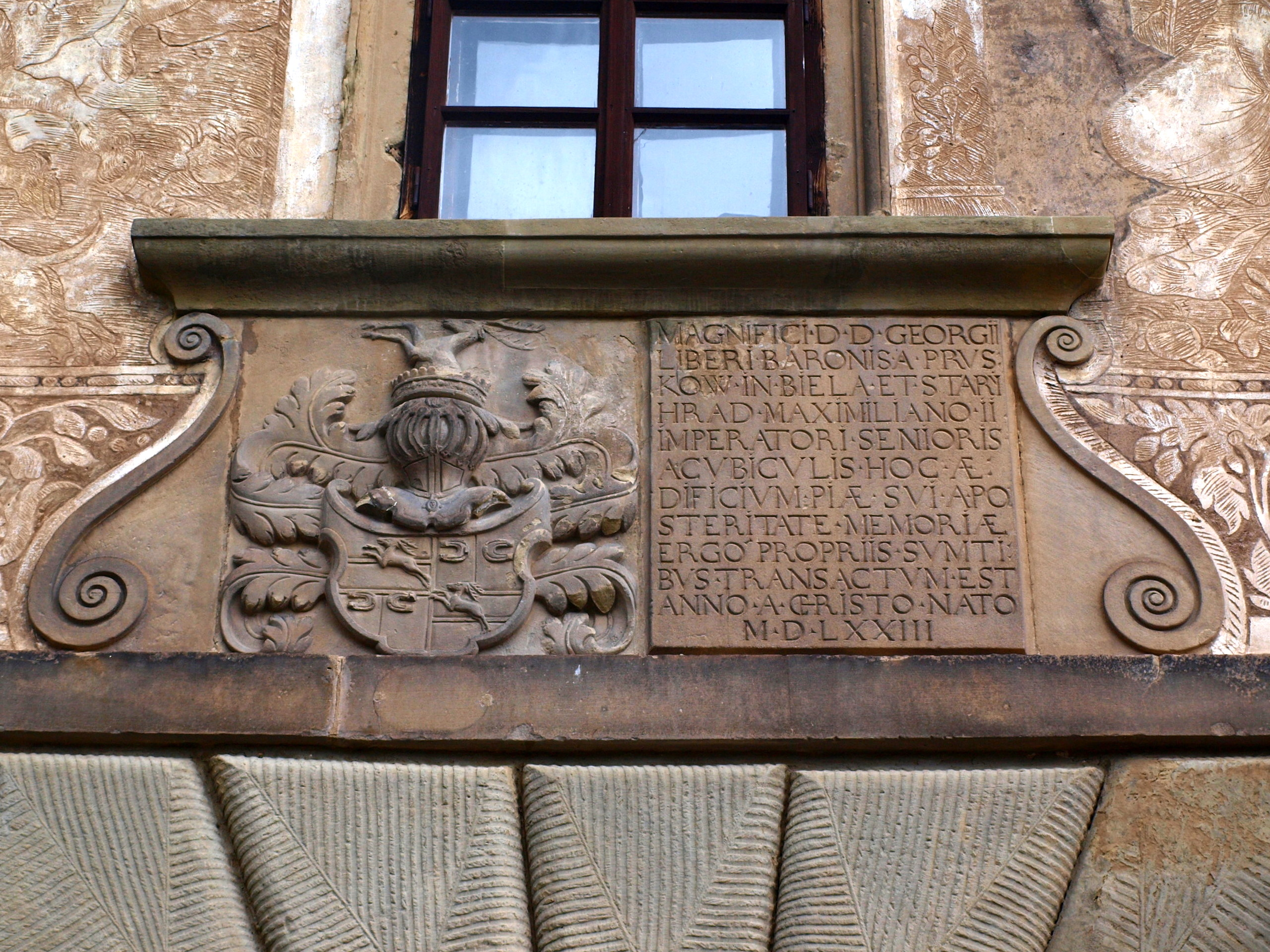
Detail portálu
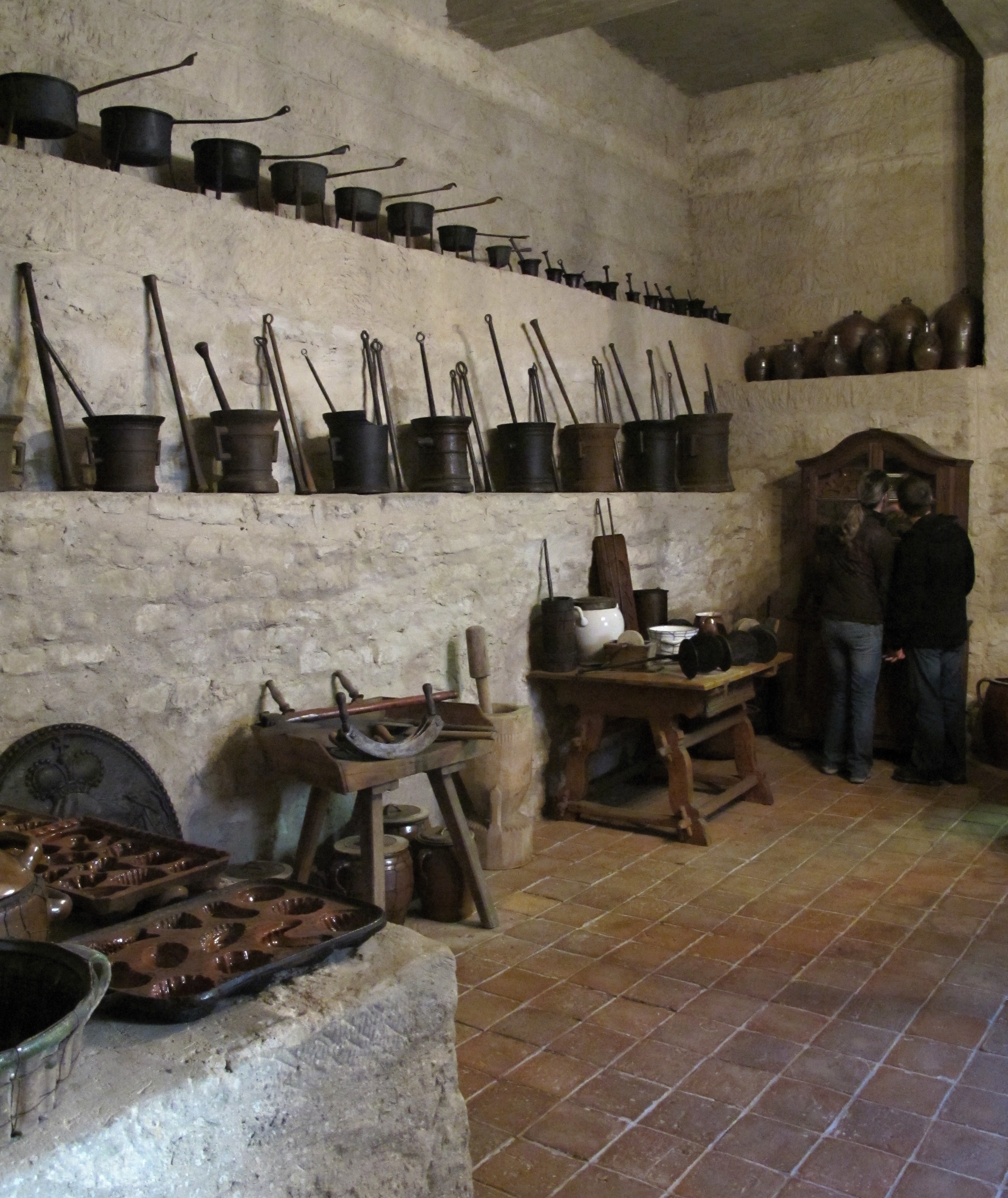
Expozice nádobí
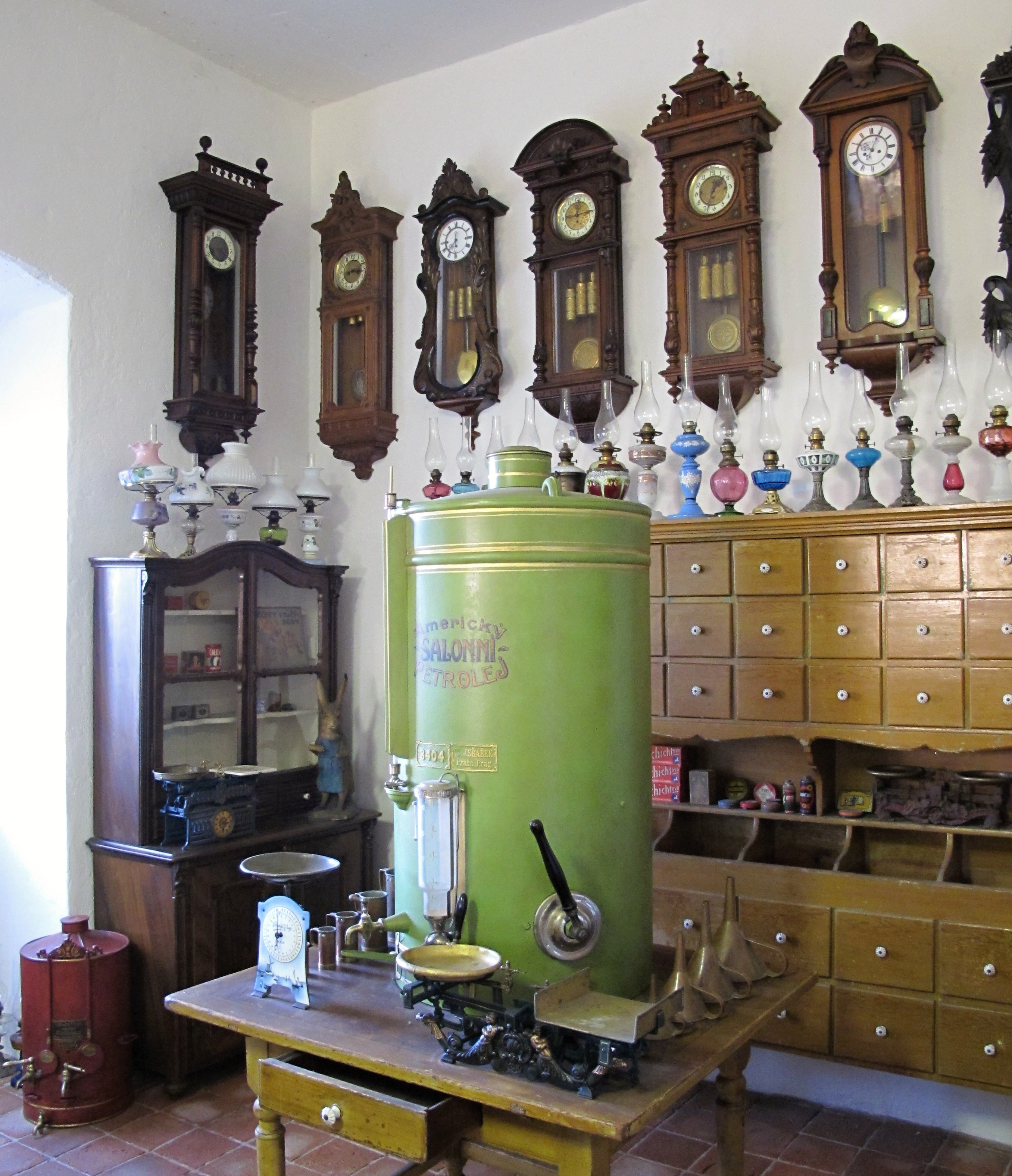
Z prohlídky zámku
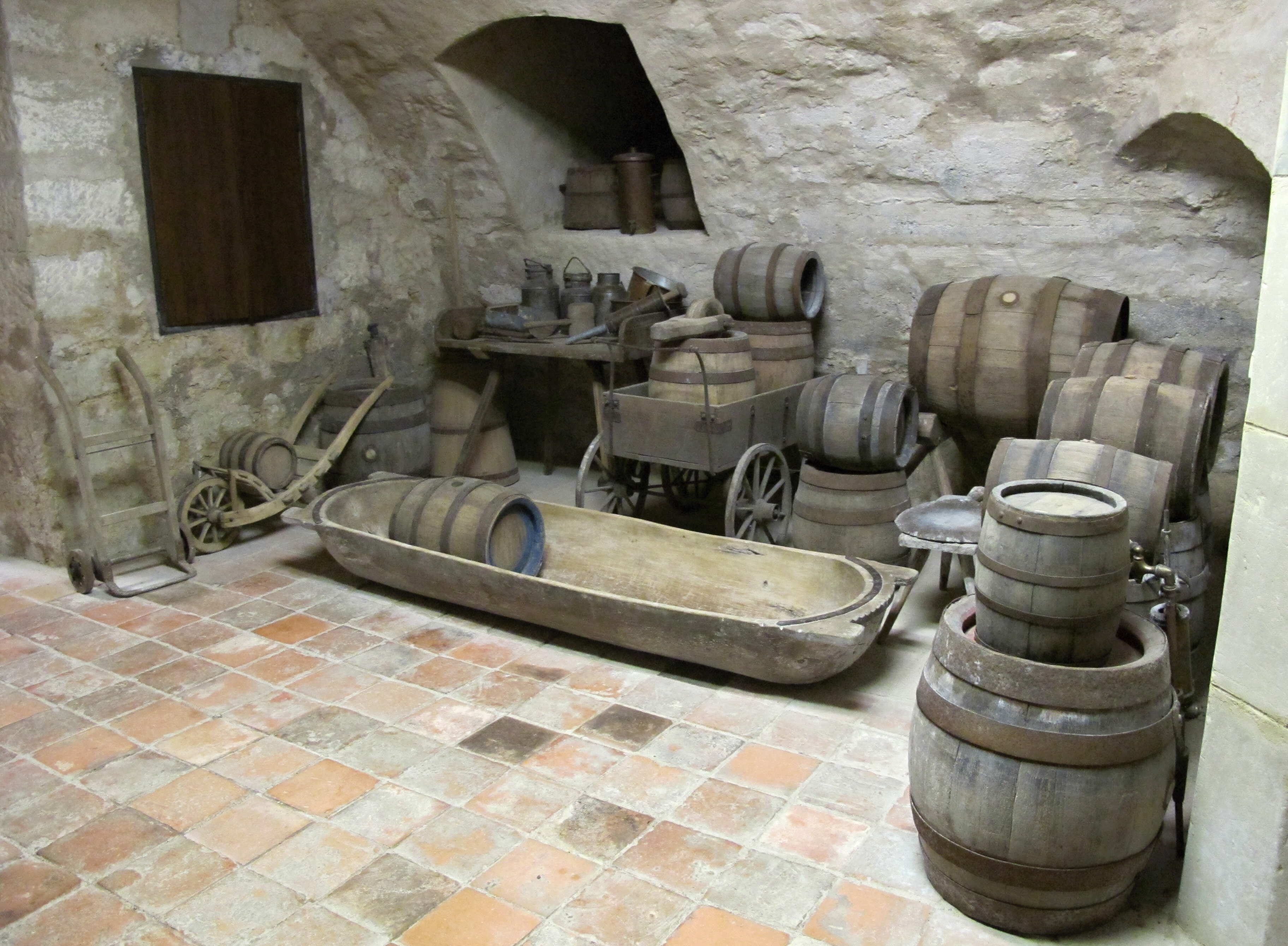
Hradní zázemí
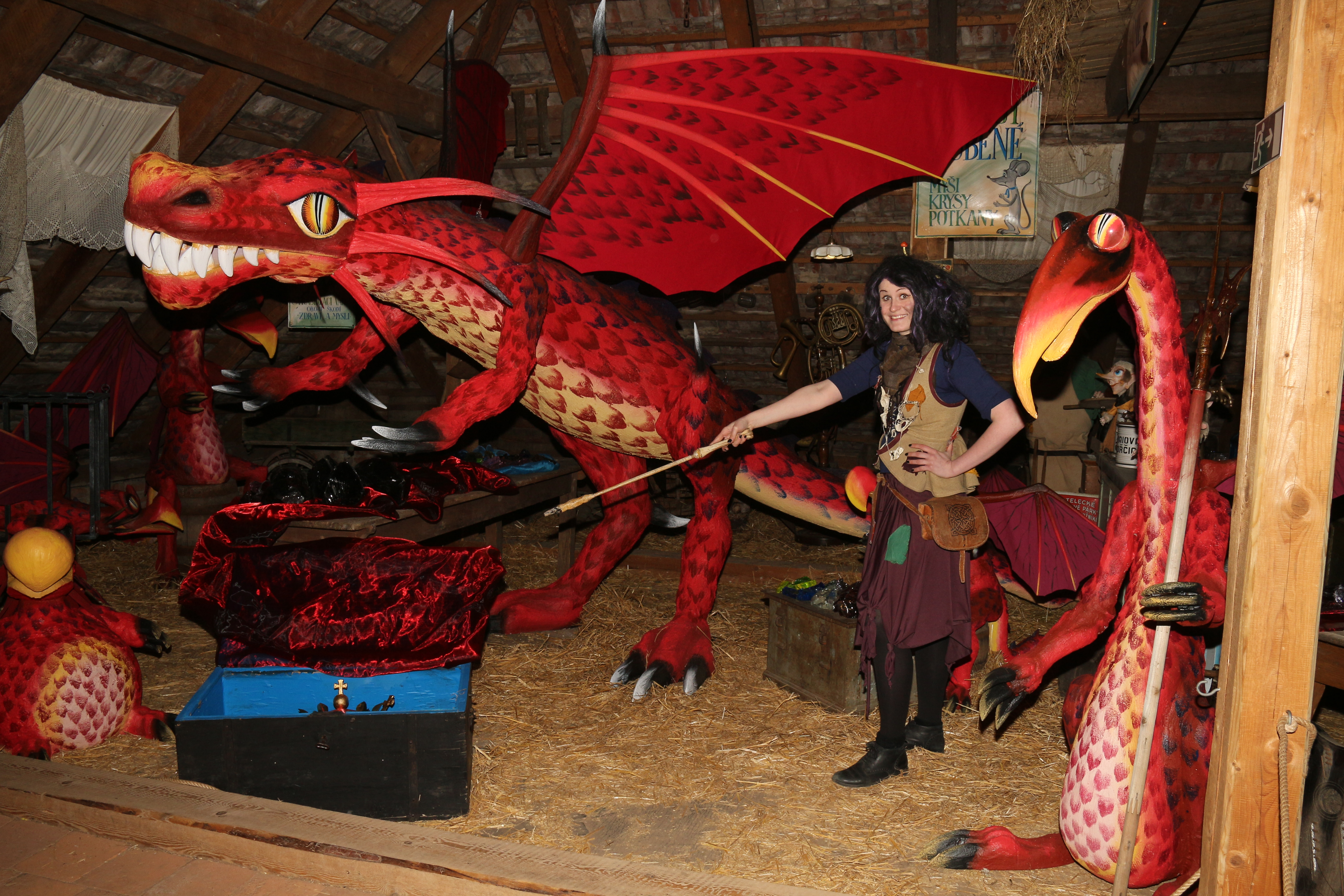
Obří Rubínoví draci